# Sångvireo
Sångvireo (Vireo gilvus) är en vida spridd amerikansk fågel i familjen vireor. Ett enda fynd har gjorts i Europa, på Azorerna i september 2021.

## Utseende
Sångvireon är en 12,5–14 cm lång, enfärgat gråaktig vireo med olivgrön eller gul anstrykning på rygg och flanker. Jämfört med rödögd vireo är den mindre med ett mycket svagare och mer begränsat ögonbrynsstreck. Mycket lika kanadavireon har olikt sångvireon mörk tygel och är gulast på strupens mitt, ej på sidorna.

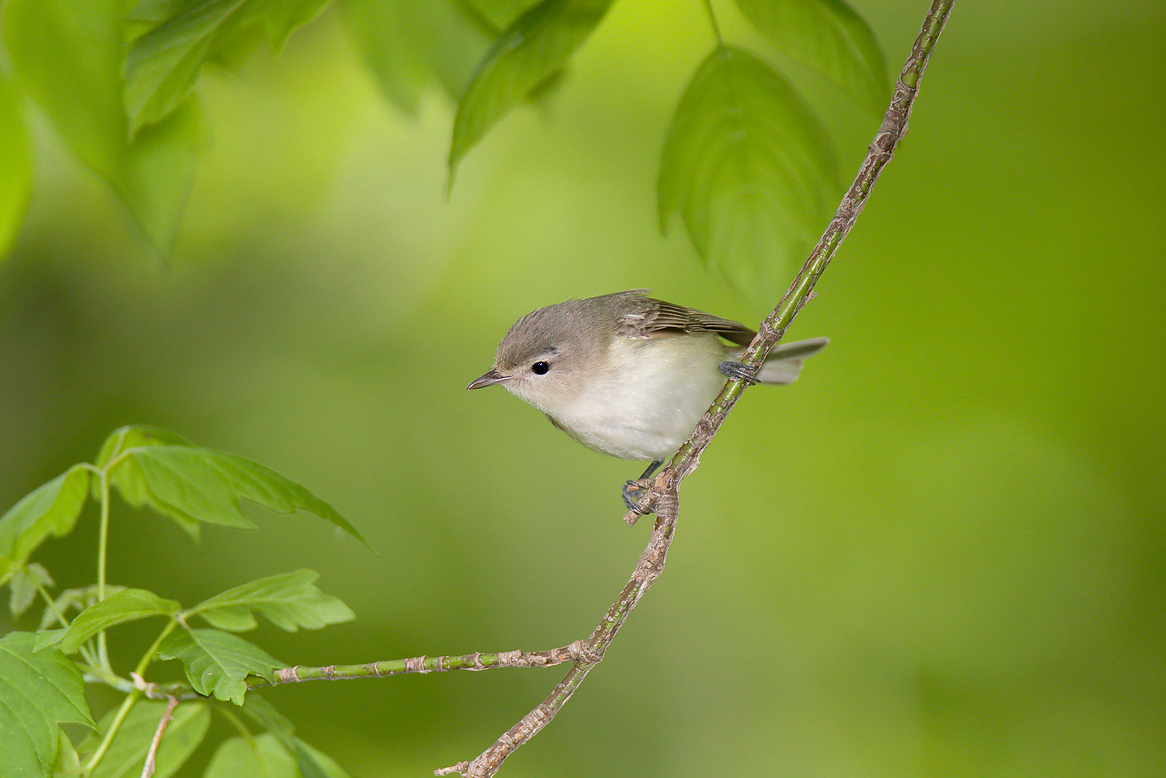
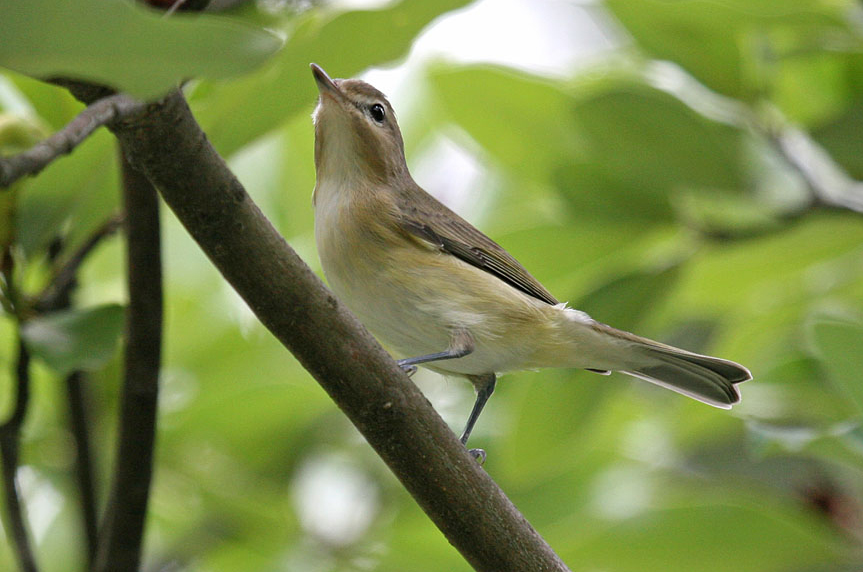

## Utbredning och systematik
Sångvireo delas in i sex underarter i två grupper, med följande utbredning:
- Vireo gilvus gilvus - förekommer från sydvästra Kanada till östcentrala USA; övervintrar så långt söderut som till nordöstra Costa Rica
- swainsoni-gruppen
  - Vireo gilvus swainsoni – häckar från sydöstra Alaska till norra Montana och vidare utmed Stillahavskusten till noorra Baja California Norte; övervintrar i västra Mexiko
  - Vireo gilvus victoriae – förekommer i bergstrakter i södra Baja California (Sierra de la Laguna)
  - Vireo gilvus brewsteri – häckar från Montana och södra Idaho österut till västra South Dakota och söderut till västra Texas och sydcentrala Mexiko (Oaxaca), där även nordliga populationer övervintrar
  - Vireo gilvus connectens – stannfågel i sydcentrala Mexiko (Puebla)

Underartsgruppen swainsoni skiljer från nominatformen något i sång och tydligare genetiskt, och kan möjligen utgöra en egen art.
Ett enda fynd har gjorts i Europa då en fågel fotograferades på ön Fojo i Azorerna 25 september 2021.

## Levnadssätt
Sångvireon hittas i stora träd nära vatten, framför allt asp och poppel. Den ses ofta enstaka, på jakt efter insekter och larver som den plockar från bladverket.

## Status och hot
Arten har ett stort utbredningsområde och en stor population, och tros öka i antal. Utifrån dessa kriterier kategoriserar IUCN arten som livskraftig (LC). Världspopulationen uppskattas till 22 miljoner individer.